# (34824) 2001 SY156
2001 SY156 (asteroide 34824) é um asteroide da cintura principal. Possui uma excentricidade de 0.18356920 e uma inclinação de 5.66552º.
Este asteroide foi descoberto no dia 17 de setembro de 2001 por LINEAR em Socorro.